# Torre Eiffel (Seurat)
Tore Eiffel (em língua francesa: La tour Eiffel) é uma pintura a óleo sobre tela realizada pelo artista neo-impressionista francês Georges Seurat em 1889.
A obra mostra Torre Eiffel, em Paris, durante a sua construção. É possível ver na pintura que ela ainda não estava finalizada, sem seu último piso. O quadro foi finalizado no mesmo ano em que a torre foi inaugurada, para a sua exibição na Exposição Universal em Paris.
Apesar de ter sido retratada por Seurat, outros pintores da época decidiram boicotá-la por não concordarem com a sua construção, como é o caso de Camille Pissarro.

## Técnica
A técnica utilizada no quadro é a o do pontilhismo, utilizados pelos membros do Neo-Impressionismo, movimento fundado por Seurat.
No pontilhismo são utilizados pequenas manchas de cores puras que, quando justapostas, criam a imagem nos olhos do observador. Esta técnica criada por Seurat e seus seguidores foi idealizada a partir dos estudos da cor e óptica a partir do círculo de cores de Chevreul.

## Relacionados
- Neo-Impressionismo
- Pontilhismo
- Divisionismo
- Georges Seurat